# Colonia marina Bolognese
La Colonia Marina Bolognese, conosciuta semplicemente come Colonia Bolognese a Miramare di Rimini, è un imponente complesso architettonico situato sul lungomare tra Rimini e Riccione. Costruita tra il 1931 e il 1932 su progetto dell'ingegner Ildebrando Tabarroni, la colonia era in origine destinata a ospitare fino a 1 200 bambini provenienti dalla provincia di Bologna.

## Storia
La colonia è inaugurata il 1º agosto 1932.  La colonia è costruita coi fondi raccolti dal fascio femminile di Bologna  con la denominazione ‘Colonia marina della Decima Legio’. La struttura a padiglioni collegati ricorda quella dell’Ospizio Marino Murri, la muratura è nello stile bolognese. Nel 1941 è adibita a ospedale militare per i reduci dalla Russia. Nel 1943 vi è il passaggio di gestione dalla GIL all'Opera nazionale balilla di Bologna. Tra il 1945 e il 1983 torna a essere utilizzata come colonia estiva per bambini. Nel 1983 avviene la chiusura definitiva, dalla quale data inizia il degrado e dell'abbandono del complesso. Nel 2017 nasce il progetto "RiutilizzasiColoniaBolognese" per il recupero e la riqualificazione dell'area.

## Architettura
La Colonia Bolognese, in stile eclettico, è costituita di 4 padiglioni disposti perpendicolarmente alla spiaggia, che ospitavano dormitori e refettori al piano seminterrato, intervallati da 3 corpi di fabbrica più piccoli, adibiti a uffici, servizi e camere per il personale. Un corridoio di collegamento lungo 169 metri attraversa i padiglioni e permette l'accesso alle aree esterne tramite 6 rampe di scale. Il disegno dei prospetti dei dormitori non riflette la distribuzione interna, creando una dissimulazione strutturale. L'utilizzo del cemento armato permise di ottenere due grandi camerate a pianta libera per ogni piano, separate dal corridoio passante. Vi sono anche 2 corpi di fabbrica verso sud, separati dalla struttura, principale che servivano da lavanderie e isolamento.

## Stile
Lo stile eclettico è ispirato all'architettura tardo ottocentesca bolognese, con fasce marcapiano, cornici decorative in cotto e decorazioni pittoriche. Le facciate sono rivestite in laterizio con basamento intonacato. Aperture rettangolari al primo piano, centinate al secondo piano e binate sui lati corti dei dormitori. Il corridoio presenta un doppio ordine di archi separati da paraste al piano superiore. L'ingresso principale è nel corpo centrale del complesso con un portale d'entrata sopraelevato, scalea, parte centrale aggettante, balcone e cornici in cotto. Imita la tipologia del palazzo urbano.

## Funzione e usi
La colonia fu un centro elioterapico per bambini, a parte durante la seconda guerra mondiale quando fu ospedale militare.